# Kardiai Eumenész
Kardiai Eumenész (görögül Ευμένης ο Καρδιανός, Kardia, Kr. e. 361 – Gabiéné, Kr. e. 315) ókori makedón hadvezér, II. Philipposz makedón király, majd fia, Nagy Sándor titkára, majd halála után a birodalmát megöröklő diadokhoszok egyike. Az anatóliai Kappadókia és Paphlagonia helytartójaként Perdikkasz oldalán harcolt Kraterosz és szövetségesei ellen, majd éveken át hadakozott a birodalom ázsiai területeit egyesítő Antigonosz Monophthalmosszal. Fokozatosan az iráni térségbe szorult, és bár sosem szenvedett jelentős vereséget, katonáinak árulása miatt Antigonosz kezére került, aki kivégeztette.

## Pályája kezdetei
A Gallipoli-félsziget legnagyobb településéről, Kardiából származott, apját Hieronümosznak hívták. Húszéves korában állt a Hellaszt meghódító makedón király, II. Philipposz szolgálatába. Kr. e. 336-ban történt meggyilkolásakor utódát, III. Alexandroszt is titkárként szolgálta, elkísérve őt a Kr. e. 334-ben kezdődő hadjáratára a perzsa Akhaimenida Birodalom ellen. A háború kései szakaszában, az Indus-völgyben már önálló alakulatot vezetett parancsnokként Kr. e. 326-ban. A befolyásos hadvezérekhez hasonlóan ő is előkelő feleséget kapott a szúzai menyegzőn Kr. e. 324-ben: Artabazosz, a korábban hosszú ideig makedóniai száműzetésben élő, majd életét Nagy Sándor baktriai szatrapájaként befejező előkelőség leányát, Artoniszt vette feleségül (ezáltal Ptolemaiosz későbbi egyiptomi helytartó, majd uralkodó sógora lett, aki Artabazosz Artakama nevű lányát vehette feleségül).
Kr. e. 323 nyarán, az uralkodója halála után Perdikkasz főminiszter vette át a hatalmat, aki rövidesen a régenssé és kincstárfelügyelővé kinevezett Kraterosszal, valamint az európai területek élére kinevezett Antipatrosszal osztozott meg a hatalmon. (A trónt a hódító gyengeelméjű féltestvére, III. Philipposz és utószülőtt fia, IV. Alexandrosz kapta meg.) Az új struktúrában Eumenészt az anatóliai Kappadókia és Paphlagonia helytartójává nevezték ki.

## Perdikkasz oldalán
Kraterosz elvbarátjával, Polüperkhónnal az oldalán a fellázadó Hellaszba sietett, hogy megsegítsék Antipatroszt az ún. lamiai háborúban. A thesszáliai Krannónnál 322. szeptember 5-én aratott győzelmük nyomán a poliszok többsége gyorsan meghódolt. A hadvezérek és az állítólag egyeduralomra törő Perdikkasz között hamarosan konfliktus alakult ki (első diadokhoszháború), nagyrészt a lamiai háborúban Perdikkasz utasítása ellenére részt venni nem hajlandó phrügiai helytartó, Antigonosz intrikáinak köszönhetően. Antipatrosz szövetkezett Kraterosszal, Antigonosszal, illetve a trákiai Lüszimakhosszal és az egyiptomi Ptolemaiosszal, akikkel Anatóliára támadt Kr. e. 321-ben.
Perdikkasz maga Egyiptom ellen indult, az anatóliai védekezést pedig Eumenészre bízta. Utóbbi a Hellészpontosz közelében súlyos vereséget mért a támadókra, és hajdani jó barátja, Kraterosz is elesett a csatában – Perdikkaszt azonban egyiptomi hadjáratán megölték saját lázadó tisztjei. A konfliktust a mai Libanon területén lévő Triparadeiszoszban tartott csúcstalálkozón rendezték: Antipatrosz megmaradt az európai erők parancsnokának és ő lett a birodalom régense, míg Antigonoszt helyezte az ázsiai erők élére. Saját fiát, Kasszandroszt főminiszteri címmel ruházta fel, a királyi családot – III. Philipposzt és Eurüdiké nevű feleségét, valamint IV. Alexandroszt és anyját, a baktriai Rhóxanét – pedig magával vitte Makedóniába.

## Polüperkhón szövetségében
Eumenész az új megállapodásban nem kapott területeket, de folytatta háborúját Antigonosz ellen. Kr. e. 319-ben egy tisztje árulása miatt vereséget szenvedett az orküniai csatában, majd maradék erőviel egész télen át védekezett kitartóan Nóra erődjében, a kappadókiai és lükaoniai határvidéken Antigonosz ostromlói ellen. Végül eskü fejében elvonulhatott, azonban ez nem jelentette a konfliktus végét. Harcában új szövetségesre talált, amikor Antipatrosz meghalt.
Halálos ágyán Polüperkhónt nevezte ki régenssé, amit azonban a többi hadúr nem fogadott el – még Antipatrosz fia, a főminiszteri címet kapó Kasszandrosz sem. Utóbbival együtt Ptolemaiosz és Antigonosz is fellázadt, így kitört a második diadokhoszháború. Antigonosz csapatokat biztosított Kasszandrosznak, aki ezek élén rátámadt az európai területekre. Polüperkhón válaszul rendeletet adatott ki III. Philipposszal, amiben parancsnokká nevezte ki Eumenészt. Az innen nyert legitimitás lehetővé tette utóbbi számára, hogy átvegye az irányítást több alakulat felett: Nagy Sándor kultuszára építve a veterán ezüstpajzsosok (argüraszpidesz) is mellé szegődtek, és az egyik, a kilikiai Küinda városában lévő birodalmi kincstárat is megszerezze. Ezek birtokában Föníciába vonult, visszaverte Ptolemaiosz támadását és flottaépítésbe kezdett Kr. e. 317 tavaszán.
Polüperkhón és Eumenész szövetsége nem volt sikeres: utóbbi hajóhada, miután nyugatra indult, inkább átállt Antigonoszhoz, Kasszandrosz pedig gyorsan elhódította Hellasz nagy részét Polperkhóntól.  

## Hadjárat keleten
Eumenész végül a Polüperkhóntól kapott levelekkel Mezopotámiába indult, hogy megszerezze az ottani szatrapák támogatását. A babiloni Szeleukosz és a médiai Peithón nem állt mellé, de a keletebbi tartományok Peithón terjeszkedésétől tartó helytartói igen. Eumenész Kr. e. 317 végén Babilóniában telelt, ahonnan Szeleukosz kénytelen volt továbbengedni, miután sikertelenül próbálta fellázítani ellene az ezüstpajzsosokat, és tábora elárasztásával sem ért el eredményt. Kr. e. 316 elején Szúszába vonulva Eumenész egyesítette hadait a Paukesztasz persziszi helytartó vezette helytartói hadakkal, majd átkelt a Kárunon (Paszitigrisz) és annak mellékfolyóján, a Dezen (Kopratész). Júliusban fényes győzelmet aratott Antigonosz Kopratészen átkelő hadai felett, ellenfele pedig északra, Ekbatanába vonult vissza, megnyitva Eumenész előtt a nyugati utat.
Mivel azonban Paukesztasz és a többi szatrapa nem volt hajlandó elhagyni a térséget, ő maga sem indult nyugatra, ehelyett Perszepoliszba vonult, pihentetni csapatait. Egyúttal megerősítette vezető pozícióját az azt többször megkérdőjelező helytartók között. Amikor értesült róla, hogy Antigonosz végül támadásba lendült, ő maga is megindította seregét, ám katonái hangulatát jelentősen rontotta, hogy közben súlyosan megbetegedett, és hordszéken tudott csak közlekedni. Az összecsapás idejére azonban felgyógyult, és a több napig tartó paraitakénéi csata során, Kr. e. 316 őszén ő vezette hadait. A csatában Antigonosz súlyosabb veszteségeket szenvedett és visszavonult Médiába, Eumenész pedig Gabai (a mai Iszfahán) vidékére, Gabiénébe vonult téli táborozásra. Csapatai azonban hatalmas területen szóródtak szét, emellett védtelenek voltak a Dast-e Kavir sivataga felől. Antigonosz ezt megpróbálta kihasználni, de a helybélieknek köszönhetően nem tudták meglepni Eumenészt, aki hadai zömét össze tudta vonni ellenfele támadása előtt; igaz, Antigonosz érzékeny veszteségeket tudott okozni az elefántos hadtestének.
A néhány nappal később megvívott gabiénéi csata döntetlenül végződött, de Eumenész elvesztette a hadfelszerelés és a korábbi zsákmány zömét, beleértve az ezüstpajzsosok felszerelését és családjait is. Utóbbiak, hogy javaikat visszaszerezzék, titokban megállapodtak Antigonosszal, elfogták Eumenészt és átadták neki. Több napi tanácskozás után – bár állítólag maga a hadvezér meg akarta kímélni – a haditanács halálra ítélte. Három napig éheztették, végül megfojtották. Testét barátainak adták át, hogy méltóképpen elégethessék, hamvait pedig ezüst urnában eljuttatták a családjához. 